# Tommaso Fantoma
Tommaso Fantoma (Pontedera, 23 ottobre 2003) è un cestista italiano.

## Carriera
Inizia la sua carriera nell’Azzurra Trieste e nella stagione 2018/2019 si trasferisce alla Pallacanestro Trieste per disputare il campionato Under 16 Eccellenza. Successivamente nell’Under 18 Eccellenza segna 19 punti di media e l’anno dopo si divide tra Under 19 Eccellenza e C Silver Maschile.
Nella stagione 2021/22 esordisce con l’Allianz Trieste in Supercoppa Italiana e Serie A per un totale di 15 presenze complessive in prima squadra.
MVP dell’All Star Game LBA Under 19, manifestazione in cui realizza il canestro della vittoria e mette a referto oltre 20 punti di media alla Next Gen Cup, nell’annata 2022/23 matura la prima esperienza in prestito in A2 a Udine, raccogliendo 18 presenze e giocando una media di 7.2 minuti e 2.6 punti.
Nella stagione 2023/24 a Casale Monferrato guadagna un minutaggio di 20’ a partita con 7.7 punti, 1.7 rimbalzi e 1.3 assist di media. In occasione del sesto turno di regular season è eletto MVP di giornata frutto di una prestazione da protagonista da 14 punti, 9 rimbalzi, 2 recuperi e una stoppata.
Nel 2024 ha firmato un contratto biennale con il Valtur New Basket Brindisi.
A giugno 2025 ottiene la conferma con il Valtur New Basket Brindisi e il 10 luglio viene intervistato dal Corriere dello sport stadio per i nuovi obiettivi per la stagione entrante.

### Nazionale
Nel 2023 ha partecipato, con l'Italia under 20, agli Europei di categoria, conclusi al nono posto finale. Si è messo in luce con un career high da 22 punti (3/4 da due, 4/5 da tre e 4/4 ai liberi) nel match vinto contro l’Islanda.

## Articoli su di lui
https://sportando.basketball/ibsa-all-star-game-next-gen-la-decide-tommaso-fantoma/
https://www.megabasket.it/2021/09/19/a/giovanili/tommaso-fantoma-mvp-allall-star-game-u19/
https://il-meridiano.it/sport/basket/2798-a-tommaso-fantoma-la-coppa-colli-2022.html
https://www.megabasket.it/2022/04/04/archivio-italia/serie-c-silver-fvg/allallianz-non-basta-un-ottimo-fantoma/
https://www.basketmarche.it/2022/07/23/serie-/pallacanestro-trieste-primo-contratto-professionista-tommaso-fantoma-lorenzo-guerrieri/94930
https://sportando.basketball/udine-firma-tommaso-fantoma/
https://www.udinese-life.it/2022/12/06/sorrisi-e-grinta/
https://www.tuttoudinese.it/pagelle/apu-udine-caffe-mokambo-chieti-76-68-pagelle-sherrill-mvp-mian-si-accende-al-momento-giusto-150506
https://www.udinese-life.it/2023/02/06/gioventu-ed-esperienza/
https://www.tuttoudinese.it/pagelle/apu-udine-staff-mantova-73-65-le-pagelle-gentile-mvp-e-un-ottimo-monaldi-bastano-per-avere-la-meglio-sugli-stings-151398
https://www.udinese-life.it/2023/04/17/continuare-a-crederci/
https://www.udinese-life.it/2023/06/03/due-atleti-regionali-convocati-nella-nazionale-under-20-di-basket/
https://www.udinese-life.it/2023/06/11/inizia-lavventura-verso-creta/
https://www.tuttoudinese.it/basket/apu-udine-tommaso-fantoma-con-l-italia-u20-per-l-europeo-153359
https://www.udinese-life.it/2023/06/24/dopo-unintensa-preparazione-a-calalzo-di-cadore/
https://www.udinese-life.it/2023/06/26/la-prima-soddisfazione/
https://www.tuttoudinese.it/basket/apu-udine-fantoma-da-oggi-in-ritiro-a-foligno-con-la-nazionale-under-20-153577
https://www.udinese-life.it/2023/06/29/la-strada-verso-creta/
https://www.udinese-life.it/2023/07/02/amichevole-italia-polonia-under-20-soddisfazione-per-il-75-a-63/
https://www.udinese-life.it/2023/07/10/prima-fase-delleuropeo-under-20-di-basket/
https://www.udinese-life.it/2023/07/16/grande-prestazione-del-nostro-tommaso/
https://www.udinese-life.it/2023/07/20/ricordi-da-creta/
https://www.monferratowebtv.it/2023/07/20/ecco-tommaso-fantoma-dalla-nazionale-u20-alla-novipiu-monferrato-basket/
https://www.ilpiccolo.net/2023/07/19/novipiu-green-firmato-tommaso-fantoma/
https://www.udinese-life.it/2023/10/03/un-buon-esordio/
https://www.ilmonferrato.it/articolo/Dvv4SEzGjUKIpP44PpA3QA/ultimo-quarto-fatale-per-la-novipiu-che-al-palabanca-viene-sconfitta-da-piacenza-89-75
https://www.vitacasalese.it/la-novipiu-non-sbaglia-superata-latina-94-103
https://www.casalenews.it/sport-basket/novipiu-monferrato-basket-lorologio-comincia-con-una-sconfitta-50089.html
https://www.udinese-life.it/2024/04/10/tommaso-fantoma/
https://www.udinese-life.it/2024/04/13/desiderio-di-migliorarsi/
https://www.tuttoudinese.it/basket/l-ex-apu-udine-fantoma-verso-brindisi-162488
https://www.newbasketbrindisi.it/category/news/
https://www.udinese-life.it/2024/07/07/una-scelta-di-vita/
https://www.udinese-life.it/2024/09/08/le-avversarie-dellapu/
https://www.udinese-life.it/2024/10/08/prova-di-fiducia/
https://www.newbasketbrindisi.it/2024/11/18/brindisi-si-scuote-e-batte-piacenza-al-termine-di-un-match-combattuto/
https://www.brindisireport.it/sport/basket/commento-vittoria-valtur-brindisi-piacenza-serie-a2.html
https://www.newbasketbrindisi.it/2025/03/09/valtur-brindisi-conquista-il-derby-pugliese-con-nervi-saldi-e-sacrificio-di-squadra/?fbclid=IwY2xjawI7-kZleHRuA2FlbQIxMQABHaqC8zXkJjrIbDVUaub4Ta5d5RNrcgVSH1D1IZCuWAjaTbzuDlQy7u3QEw_aem_9WqiUVdQMGQxxb2snZFT6w
https://www.newbasketbrindisi.it/2025/03/10/tommaso-fantoma-ospite-in-studio-a-teleregione-per-la-trasmissione-zona-basket/?fbclid=IwY2xjawI7-4FleHRuA2FlbQIxMQABHbVlsqazBMik5hDMdBdMyrSuPPI2hSNZxyx-qqBsOR3hJo2wGKnbsN8Vqg_aem_75jMx32OAEJ4sK7EQTdxnQ
incontro con il ministro dello sport del 26 maggio 2025 https://fb.watch/zRRWcLiJkN/

## Interviste
https://www.facebook.com/watch/?v=202155587812517
https://www.facebook.com/watch/?v=1835991436573764
https://www.youtube.com/watch?v=p3KTHzdAjy4
https://www.udinese-life.it/2023/04/22/tra-sogno-e-realta/
https://www.youtube.com/watch?v=OeIA9gm9X80
https://www.youtube.com/watch?v=IaJmmp-u4Y0
https://www.newbasketbrindisi.it/2025/03/13/il-recupero-brindisi-juvi-cremona-venerdi-sera-al-palapentassuglia-fantoma-massima-concentrazione/?fbclid=IwY2xjawI_03FleHRuA2FlbQIxMQABHR0CfFpEKWskDYwN0sA2R4xZwKXJzWscDOfyle_eO8-A0bWq4juyRkaDlg_aem_X6KRV2oM_euIROwB7fzPsw
https://www.facebook.com/photo/?fbid=1321522116643676&set=a.732898945505999

## Azioni di gioco
https://youtu.be/LHLGYGmoq5s?feature=shared
https://youtu.be/cjshRZGUrKQ?feature=shared
https://youtu.be/50zMvQQQ4JM?feature=shared
https://youtu.be/TGsS12O2ZAY?feature=shared
https://youtu.be/1EG7UP_GkBg?feature=shared
https://youtu.be/W6LA47V-le8?feature=shared